# Elsa Triolet

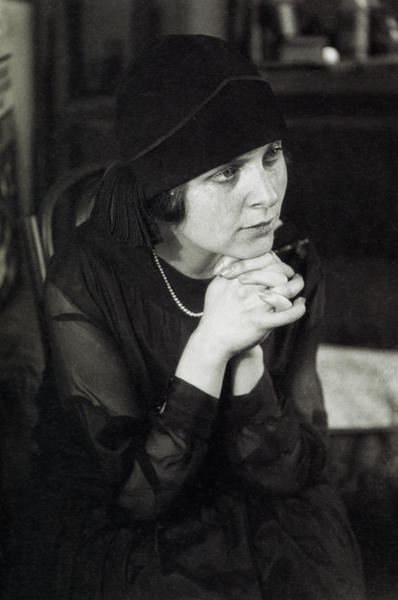
Elsa Triolet – 1925

Elsa Triolet, geborene Ella Jurjewna Kagan (russisch Элла Юрьевна Каган, wissenschaftliche Transliteration Ėlla Jur’evna Kagan; geboren 12. Septemberjul. / 24. September 1896greg. in Moskau, Russisches Kaiserreich; gestorben 16. Juni 1970 in Saint-Arnoult-en-Yvelines), war eine russisch-französische Schriftstellerin und die Ehefrau von Louis Aragon sowie die Schwester von Lilja Brik.

## Biografie
Ella Kagan wuchs in einer wohlhabenden und gebildeten jüdischen Familie in Moskau auf. Ihre Mutter, Jelena Jurjewna, galt als ausgezeichnete Pianistin, ihr Vater Juri Alexandrowitsch Kagan war ein renommierter Rechtsanwalt. Sie erhielt eine gute Ausbildung und sprach schon als Kind, auch aufgrund zahlreicher Auslandsaufenthalte der Familie, fließend Deutsch und Französisch.
In Moskau studierte sie nach dem Abitur an der Bauhochschule am Institut für Architektur. Früh hatte sie Kontakt zu Majakowski und zu den Formalisten. Mit Majakowski verband sie eine kurze Liebesaffäre und eine zeitlebens andauernde Freundschaft. In späteren Jahren übersetzte sie seine Werke ins Französische und widmete ihm eine Biografie. Ossip Brik, eines der führenden Mitglieder der Formalisten, heiratete ihre Schwester Lilja.
Im Jahr 1917 lernte sie den französischen Kavallerieoffizier André Triolet kennen. 1918 schloss sie ihr Architekturstudium ab und heiratete ihn ein Jahr später in Paris. Nach Ende seiner Militärzeit ließen sie sich auf Tahiti nieder. Abgekapselt von der Familie und ihrer Heimat und auf einen Ehemann angewiesen, der ihren intellektuellen Erwartungen nicht entsprach, verlief ihr Aufenthalt in der Südsee sehr unglücklich. 1921 kehrte sie nach Europa zurück und arbeitete in einem Zeichenbüro in London. 1922/23 verbrachte sie mehrere Monate in Berlin, wo sie die Schriftsteller Maxim Gorki und Wiktor Schklowski kennenlernte. Schklowski machte ihr erfolglos den Hof, seine Berliner Korrespondenz mit ihr veröffentlichte er in dem Band Zoo ili pisma ne o ljubwi (dt. Zoo oder Briefe nicht über die Liebe), der später in viele Sprachen übersetzt wurde. Von 1925 bis 1928 pendelte Triolet zwischen der Moskauer Intelligenzija und der Pariser Bohème.
Ermutigt von Maxim Gorki, begann sie ihre schriftlichen Aufzeichnungen aus den vergangenen Jahren zu vollständigen Texten umzuarbeiten. 1925 wurde À Tahiti (dt. Auf Tahiti), ein sozialkritisch gefärbter Bericht über das Leben auf der Insel, veröffentlicht. Drei Jahre später folgte der autobiografische Roman Fraise-de-Bois und 1928 ihr zweiter Roman, Camouflage (dt. Tarnung). Alle Bücher wurden in relativ hohen Auflagen von 3000 und 5000 Exemplaren von Moskauer Verlagen publiziert und ermöglichten ihr in den folgenden Jahren eine bescheidene finanzielle Unabhängigkeit.
Im Jahr 1927 trat Triolet der Kommunistischen Partei Frankreichs bei und lernte 1928 in Paris den Schriftsteller Louis Aragon kennen. Aragon machte zu dieser Zeit neben André Breton und Philippe Soupault, mit denen er befreundet war, als aufstrebender Surrealist von sich reden. Beide verliebten sich ineinander, und unter Triolets Einfluss engagierte sich Aragon für die kommunistische Partei. Triolet unterhielt enge Kontakte zur sowjetischen Geheimpolizei GPU. Ihre Schwester Lilja wurde sogar als GPU-Informantin geführt, deren Mann Ossip Brik, der spätere Schwager Aragons, arbeitete etatmäßig für die Geheimpolizei.
Im Jahr 1930 reiste Triolet mit Aragon in künstlerischer und politischer Absicht nach Charkow in die Sowjetunion. 1934 widmete Aragon ihr seinen Roman Die Glocken von Basel, wohingegen sie ihre schriftstellerische Arbeit zurückstellte und mit Aushilfsarbeiten den Lebensunterhalt bestritt. Erst 1938 erschien ihr Roman Bonsoir Thérèse, der wie die Vorgänger stark biografisch von Erfahrungen einer Russin in Paris berichtet. Bei aller sonstigen Übereinstimmung zwischen Triolet und Aragon wichen ihre literarischen Ansprüche voneinander ab. Während der Sprachkünstler Aragon sich an das intellektuelle Publikum wandte, hatte Triolet das Bestreben, für den Massengeschmack zu schreiben, was Aragon missfiel, da er befürchtete, sich dadurch im internationalen Künstlermilieu lächerlich zu machen.
Bei Ausbruch des Zweiten Weltkrieges erhielt Aragon einen Einberufungsbefehl, und das Paar heiratete noch 1939. Im Juni 1940 wurde er demobilisiert, und sie flüchteten in die unbesetzte Zone in Südfrankreich. Sie ließen sich in Nizza nieder und engagierten sich in der Résistance. Im Sommer 1942 wurde die gesamte Belegschaft des von Aragon mitbegründeten Résistance-Organs Les Lettres Françaises festgenommen und erschossen. Triolet und Aragon versteckten sich und lebten fortan mit gefälschten Papieren in der Provence.
Nach der Befreiung von Paris 1944 kehrten sie dorthin zurück, 1945 erhielt Triolet für Le Premier Accroc coûte 200 francs als erste Frau den Prix Goncourt. Im selben Jahr unterstützte sie das Vorhaben der sowjetischen Führung, prominente Emigranten zurück nach Russland zu holen. So versuchte sie erfolglos, den in Paris lebenden Nobelpreisträger Iwan Bunin zur Rückkehr zu überreden. Triolet fuhr zum Nürnberger Prozess gegen die Hauptkriegsverbrecher und berichtete über die Vernehmung von Baldur von Schirach. 
Triolet starb zwölf Jahre vor ihrem Mann an einem Herzleiden. Beide sind im Park ihres Hauses in Saint-Arnoult-en-Yvelines beerdigt. Die ehemalige Mühle ist in Ralf Nestmeyers Französische Dichter und ihre Häuser ausführlich beschrieben.
Das Museum Nordenham zeigte 2022 in einer Ausstellung Schmuckstücke, die Triolet zwischen 1929 und 1932 entworfen hat. Die Stadt Saint-Étienne-du-Rouvray verfügt über eine 56-teilige Sammlung von Schmuckstücken, die Triolet in diesen Jahren entwarf. Da sie damals in Geldnöten war, stellte sie Ketten und Armbänder her, die sie in Pariser Modehäusern vorstellte und verkaufte.

## Werke
- À Tahiti (1926) (Original: russisch)
- Fraise des bois (1926) (Original: russisch)
- Camouflage (1928) (Original: russisch)
- Bonsoir Thérèse (1938)
- Mille regrets (1942)
- Le cheval blanc (1943)
- Les Amants d’Avignon (1943, veröffentlicht unter dem Pseudonym Laurent Daniel. Untergrundpublikation der Éditions de Minuit), dt. Die Liebenden von Avignon (1958, Aufbau-Verlag, Berlin DNB 455110522)
- Qui est cet étranger qui n’est pas d’ici ? ou le mythe de la Baronne Mélanie (1944)
- Le Premier Accroc coûte 200 francs (1945), dt. Das Ende hat seinen Preis. (1983, ISBN 3-922087-06-X)
- Le Mythe de la Baronne Mélanie (1945, Ides et Calendes, Neuchâtel/Paris)
- Personne ne m’aime (1946)
- Les Fantômes armés (1947)
- L’Inspecteur des ruines (1948)
- Le Cheval roux ou les intentions humaines (1953), dt. Das rote Pferd oder: Wohin steuert die Menschheit? (1957, Aufbau-Verlag, Berlin)
- L’Histoire d’Anton Tchekov (1954)
- Le Rendez-vous des étrangers (1956)
- Majakowskij (1957)
- Le Monument (1957)
- Roses à crédit (1959), dt. Rosen auf Kredit (1962)
- Luna-Park (1960)
- Les Manigances (1961)
- L’Âme (1962)
- Le Grand jamais (1965), dt. Das große Nimmermehr (ISBN 3-548-30179-7)
- Écoutez-voir (1968)
- La Mise en mots (1969)
- Le Rossignol se tait à l’aube (1970)

## Drehbuch
- 1959: Normandie – Njemen Regie: Jean Dréville